# Карабінер (солдат)

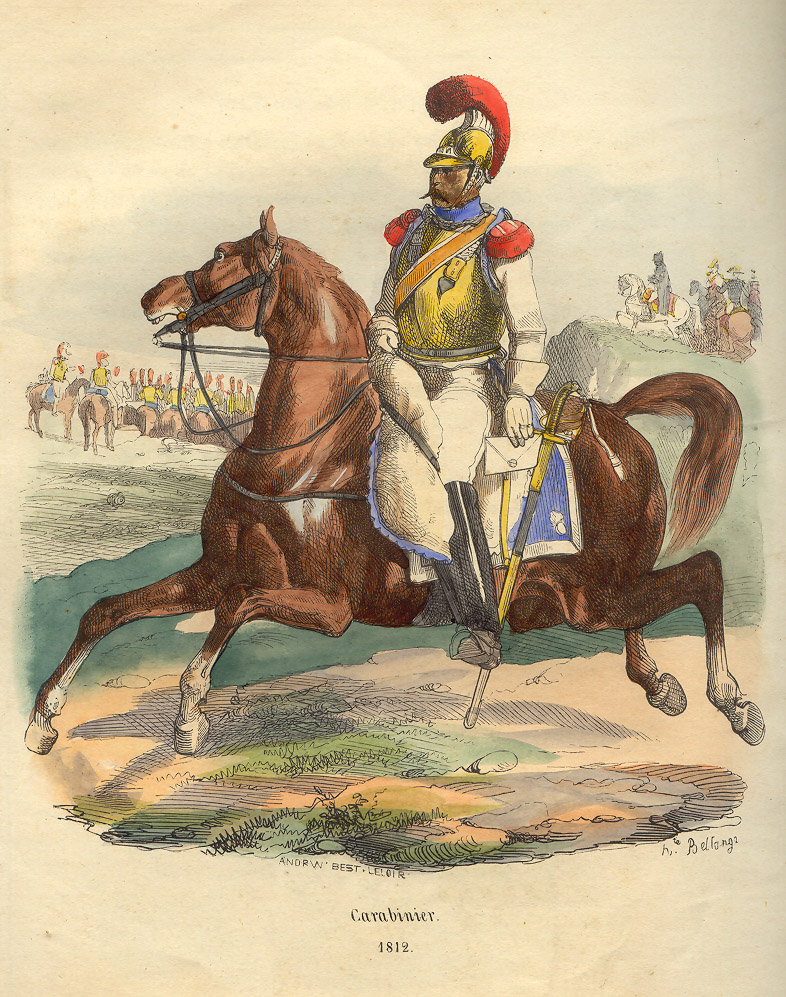
Наполеонівский карабінер 1812 року.

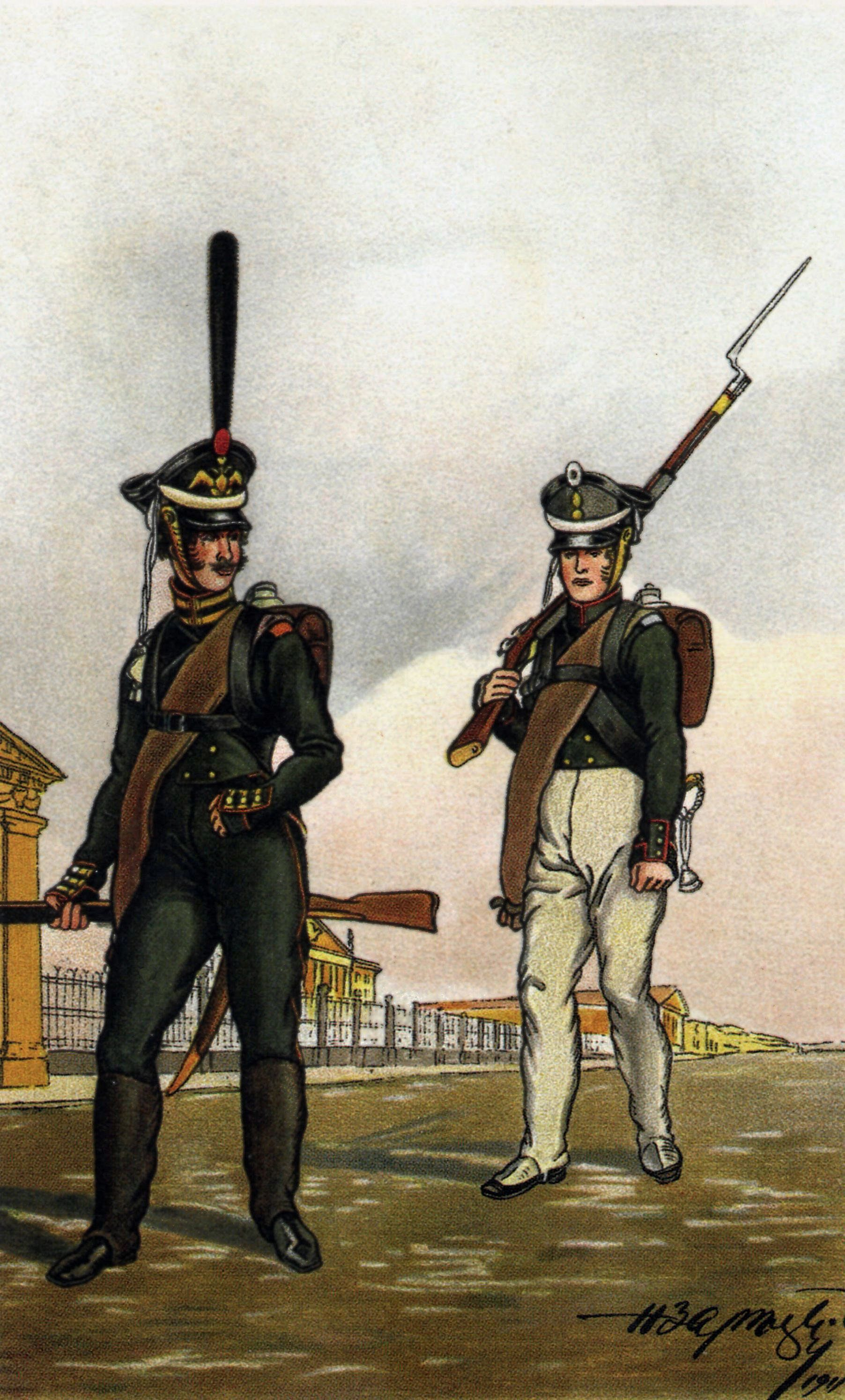
Російські піші карабінери Єгерського Лейб-гвардії полка, 1812 р.

Карабіне́р (фр. carabinier) — солдат-стрілець у піхоті і кінноті, озброєний карабіном. Існували у Західної Європи і Російської імперії до середини XIX століття.
В Італії, Молдавії і Чилі карабінерами називають жандармів.

## Історія

### Кінні карабінери
Попередниками карабінерів як кінних стрільців були кінні аркебузири. Вояки під назвою «карабени» (фр. carabins) з'являються в XV столітті в Іспанії: то були вершники і піхотинці, набрані переважно з басків. Були озброєні палашами, пістолями і довгими (1 м завдовжки) рушницями (escopettes), захисне спорядження складалося з кіраси, шолома і великої залізної рукавички (gantelet). У битві карабени шикувалися на флангах легкої кінноти у кілька шеренг і при зав'язці бою підскакували до противника на 100—200 кроків, давали залп з пищалей пошеренгово і відходили за кінноту. У Франції король Генріх IV зробив спробу впровадити карабенів у французьку армію і навіть зарахував одну з рот карабенів до королівської гвардії. У 1643 р. за Людовика XIII сформовано 12 полків карабенів, однак, в 1684 р. Людовик XIV замінив їх драгунами. Від назви цього роду військ походить слово «карабін» — назва короткої рушниці, що використовувалася кавалеристами.
У французькій армії з 1679 року найменування карабінерів отримують найкращі стрільці в кавалерійських ротах. Надалі у всіх кавалерійських полках створюються карабінерні роти, які за відзнаку в битві під Неервінденом в 1693 році були зведені в корпус королівських карабінерів у складі 5 бригад по 10 ескадронів кожна. Станом на початок Революції у Франції було 2 карабінерних полки. У революційних військах карабінери становили окрему роту в кожному полку. У наполеонівській армії карабінерні полки мало чим відрізнялися від кірасирів, мавши тільки легше озброєння і спорядження.
Наприкінці XVI ст. — початку XVII ст. карабінери з'являються також в Австрії, на початку XVIII ст. — у Пруссії.
У Російській армії карабінери ведуть свою історію з 1763 року, коли 6 кінногренадерських і 13 драгунських полків перетворюють на карабінерні. Полки кінних карабінерів проіснували в Росії до 1796 року, після чого імператор Павло I переформував 6 з них у драгунські, решту — в кірасирські. Втім, у 1803 році найменування «карабінер» повертається в кінноту, але вже вживається для позначення 4 добірних стрільців у кожному кавалерійському взводі, озброєних штуцерами (які у французькій мові були відомі як carabines).

### Піші карабінери
У 1815 році назву «карабінерних» отримують за відзнаку в боях з Наполеоном кілька єгерських полків, крім того, у всіх єгерських полках 1-ші роти також стали називатися карабінерними. Таким чином, карабінери в легкій піхоті стали відповідати гренадерам у лінійній. Обмундирування карабінерів збігалося з гренадерським, відрізняючись тільки чорною амуніцією. У 1857 році карабінерні полки зникають і в піхоті, бувши перейменовані в гренадерські. Поряд з цим, за Миколи I існували ще навчальні карабінерні полки, які готували унтер-офіцерів і музикантів (у 1856 році замінені навчальними стройовими полками, а надалі окремими стройовими батальйонами).